# Dicrastylis micrantha
Dicrastylis micrantha là một loài thực vật có hoa trong họ Hoa môi. Loài này được Munir mô tả khoa học đầu tiên năm 1978.